# Danijel Padovanski
Danijel je bio đakon i svetac iz 2. stoljeća.

## Životopis
Bio je židovskoga podrijetla. Kasnije je u Padovi zaređen za đakona. Kasnije je podnio mučeništvo. Godine 769. pronašli su mu tijelo ispod crkve sv. Justine u Padovi.

## Štovanje
Spomendan mu se slavi 3. siječnja.

### Knjige
- Blazović, Augustin. 1966. Sveci u crikevnom ljetu. I. dio. Beč

## Vanjske poveznice
Ostali projekti
|  | Zajednički poslužitelj ima još gradiva o temi Danijel Padovanski |